# 祥答応
祥答応（しょうとうおう、生年不詳 - 乾隆38年（1773年）3月28日）は、清の乾隆帝の妃嬪。姓や出自は不明。

## 生涯
乾隆18年（1753年）7月15日に入内し、祥貴人となった。
乾隆24年（1759年）4月9日に「祥常在」から祥貴人へと昇格しているが、乾隆25年（1760年）6月18日の『賞賜底簿』には祥貴人の名が見当たらないため、すでに降格されたか、寵を失っていた可能性がある。
ただし、乾隆25年7月には再び祥貴人として登場しており、地位を回復していたと見られる。
乾隆29年（1764年）11月27日には、彼女の貴人としての物品が回収された記録があり、この日に祥答応へ降格された可能性がある。
その後、乾隆38年（1773年）3月28日に病没した。